# パイナップル

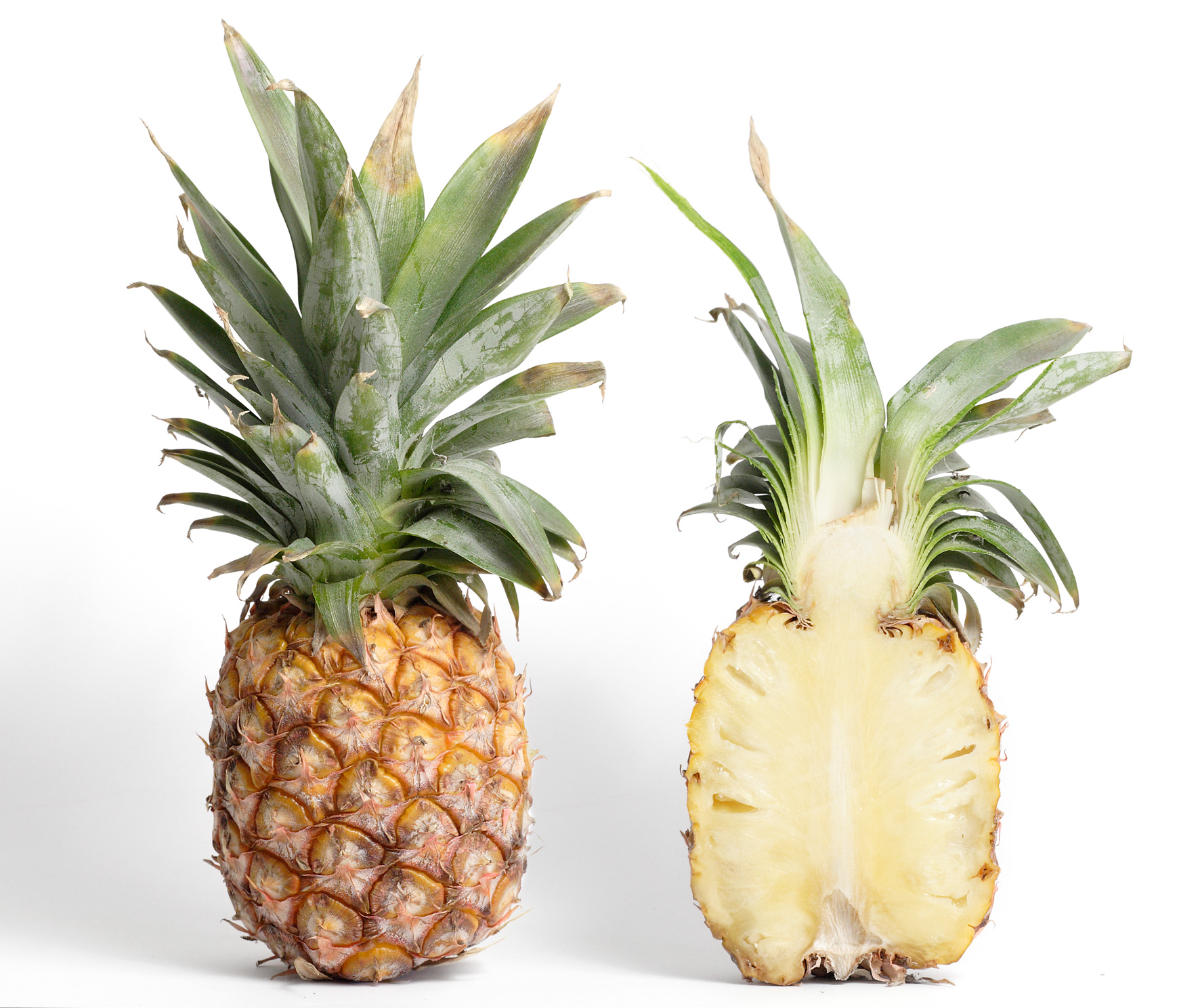
パイナップルの果実

パイナップル（パインアップル、パインナップル、英: Pineapple、学名: Ananas comosus）は、熱帯アメリカ原産のパイナップル科の多年草、またはその肥大した実である。単にパインと略して呼ばれることもある他、漢名は菠蘿（はら、ポーロ）、または鳳梨（ほうり、オンライ、フォンリー）である。台湾では鳳梨、中国では菠蘿と表記する。また、植物名としてアナナスと呼ぶこともあり、果実や可食部のみパイナップルと呼称し区別することもある。植物学名のAnanasは、外見が亀の甲羅のように見えるところから名付けられた。「パイナップル」(pineapple)という名前は、本来は松 (pine) の果実 (apple) 、すなわち「松かさ」（松ぼっくり）を指した。これが18世紀ごろに、似た外見をもつ本種の果実に転用され今に至る。生産量は増加傾向にあり､コスタリカ、フィリピン、ブラジル産が多い。

## 形態
葉は地下茎から叢生して剣状で硬く、ふちにとげのある品種とない品種がある。増殖させるときの苗は葉の付け根の腋芽が発達した吸芽を用いる。
苗を植えて12 - 18カ月すると株の中心部から花穂が現れる。60センチメートル (cm) から長いものでは100 cmに至る花軸が伸び、先端部分に円筒形の花序が付き、約150個の花が咲く。花序にらせん状に密生する花はがく（外花被）、花びら（内花被）とも3枚で、単子葉植物の典型的な姿である。花びらは肉質であり、色は白を基調とし、先端部分が薄紫色を帯びる。開花後、受粉の有無によらず、約6カ月で結実する。結実後、子房に由来する真の果実と個々の花の基部にある花托、さらに花序の軸までが融合して肥大化し、いわゆる「パイナップル」となる。本当の果実は、実の表面にらせん状に並んでいる固い部分で、果実部分を皮のように剥くと果肉との間にゴマくらいの大きさの褐色の種子がみられる場合もある。
花序の先端の成長点は開花後も成長を続けて葉をつけた冠芽になり、これを挿し木しても繁殖できるが、吸芽を用いるよりも開花までの時間がかかるため、経済栽培における繁殖用には用いられていない。
フルーツなどの農産物を取り扱うドール・フード・カンパニーでは、2009年から、環境に配慮して、葉を現地でカットした、エコパインを導入している。なお、収穫時に切り取った冠芽はパインの苗として植えることで、新しいパイナップルになる。
可食部としてよく見る部分は、複数の果実（偽果）が集まり一つの果実状となった複合果である。
受粉は、主にハチドリが行うが、他にコウモリなどによっても受粉される。
乾燥地帯に適応したCAM型光合成で、夜間に二酸化炭素をリンゴ酸として蓄える。

## 栽培

パイナップル畑（ガーナ）

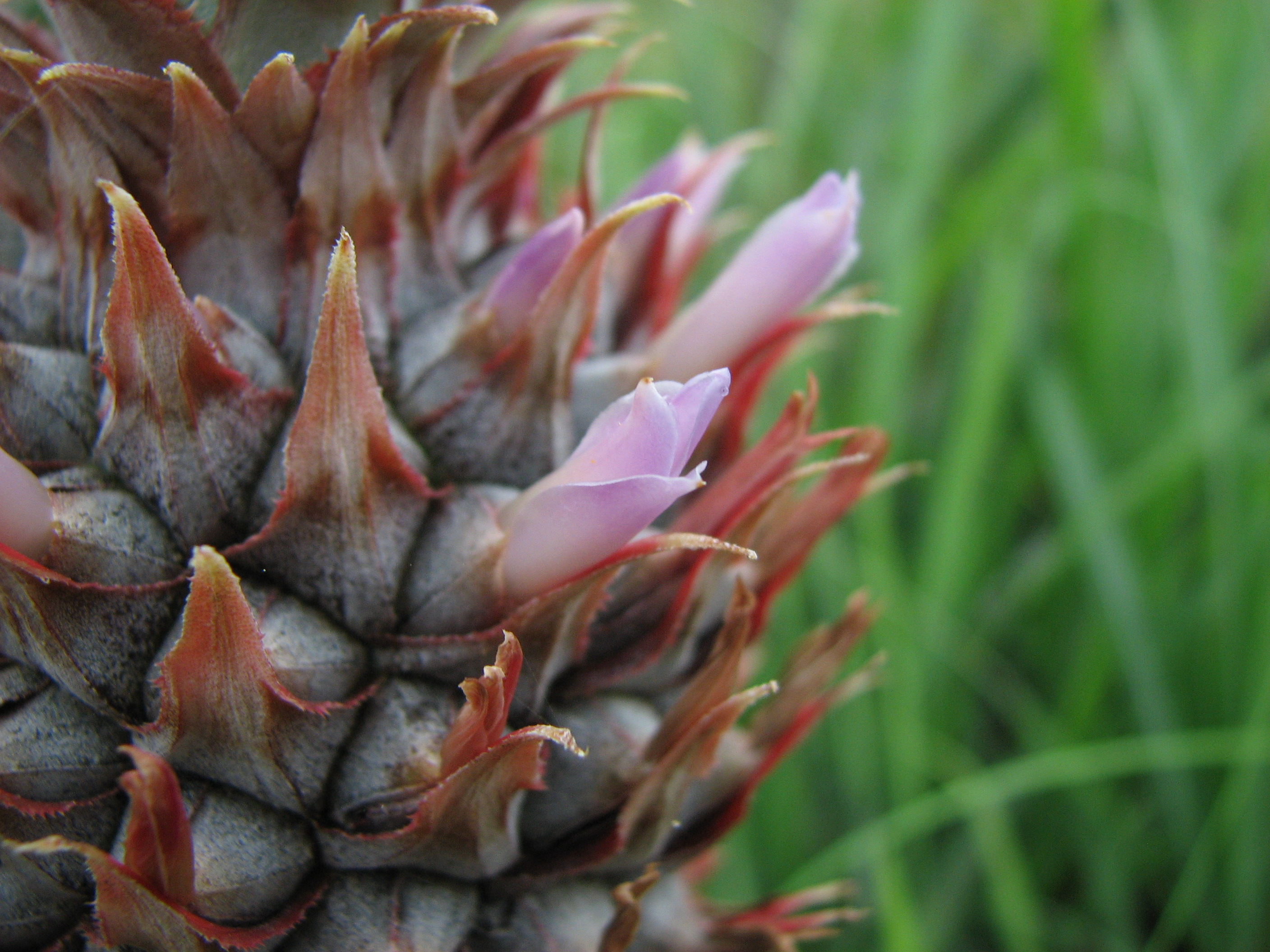
パイナップルの花（西表島・沖縄県）

パイナップルは多年草であり、実を収穫後、根茎から再び芽を出し、これが成長すると先端部に結実する。収穫ごとに実が小さくなっていくため、株を3年以上用いることは少ない。パイナップルの食用部分は伸長した花序の軸の周りに排列した小果実の付け根の部分が軸もろとも融合肥大し、多量の汁を含むようになったもので、真の果実は表面へ螺旋状に並んだ、硬化して食べられない疣状の部分から果肉の表層までの部分である。多くの市販品を生産している農園では遺伝的に同一個体のクローンである同一品種ばかりを植える為、自家不和合性によって受精がほとんど起こらず、果実内に種子ができていない。しかし、市販品でも時々他の農地の他品種の花粉がハチなどによって運ばれるなどの原因で受精が起きていることもあり、皮として剥いた部分と食用になる果肉の境界部分に褐色の胡麻粒のような種子が小数見られることがある。これを土に蒔けば発芽するが、開花して果実をつけるに至るまで何年もかかる。
CAM型光合成を行うパイナップル科の他の植物と同様に、パイナップルもあまり土壌には依存しておらず、熱帯のやせた酸性土壌や乾燥した環境でよく育ち、降った雨水を葉の付け根に集めて葉面から吸収する。そのため、葉面散布肥料が効果的である。

### 病気
パイナップルの病気一覧

## 歴史
原産地はブラジル、パラナ川とパラグアイ川の流域地方であり、この地でトゥピ語族のグアラニー語を用いる先住民により、果物として栽培化されたものである。15世紀末、ヨーロッパ人が新大陸へ到達した時は、既に新世界の各地に伝播、栽培されていた。
クリストファー・コロンブスの第2次探検隊が1493年11月4日、西インド諸島のグアドループ島で発見してからは急速に他の大陸に伝わった。
1513年には早くもスペインにもたらされ、次いで当時発見されたインド航路に乗り、たちまちアフリカ、アジアの熱帯地方へ伝わった。当時海外の布教に力を注いでいたイエズス会の修道士たちは、この新しい果物を、時のインド皇帝アクバルへの貢物として贈ったと伝えられる。
次いでフィリピンへは1558年、ジャワでは1599年に伝わり広く普及して行った。そして1605年にはマカオに伝わり、福建を経て、1650年ごろ台湾に導入された。
日本
日本には1830年東京の小笠原諸島・父島に初めて植えられたが、1845年にオランダ船が長崎へもたらした記録がある。また、沖縄では1868年に石垣島沖で座礁したオランダ船から苗が得られている。
1895年の台湾統治により、渡台した大阪の岡村庄太郎がパイナップル缶詰の研究を始め、1901年に商品化、翌年鳳山に岡村鳳梨製造所を設立したのをはじめ、パイナップル缶詰工業が日本人によって台湾に導入され、第一次大戦後には需要の拡大により台湾産パイナップルの生産量が激増、その9割が日本本土に輸出された。台湾で大がかりな栽植をするため、ホノルルやボルネオのサラワクから苗が輸入されており、海運や海上保険にも利益があった。
1913年（大正2年）頃には、夜店で1個1-5銭で安売りされていた記録も残る。
2021年、台湾産パイナップルの中国大陸への禁輸措置に対しフリーダム・パイナップル運動が起きた。

## 生産

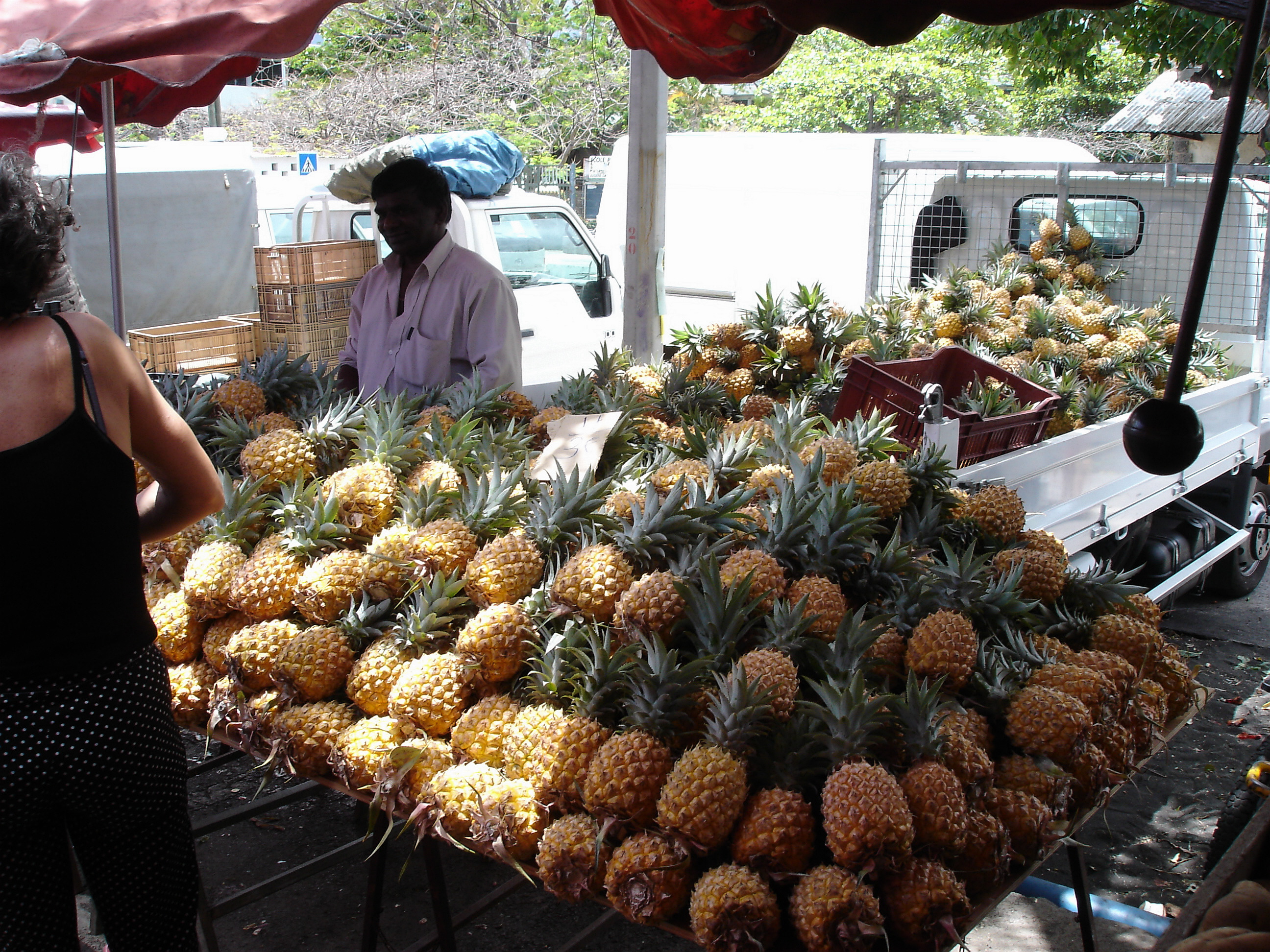
市場に出回るパイナップル（レユニオン）

植付け後15 - 18か月で収穫が始まる。自然下の主収穫期は、たとえば沖縄では7 - 9月と11 - 翌年2月である。1年を通した生産面の労働力の分配や缶詰工場の平準化を図り、植物ホルモンであるエチレンやアセチレン（カーバイドに水を加えて発生させる）、エスレル（2-クロロエチルホスホン酸）、を植物成長調整剤として利用し、計画的に花芽形成を促して収穫調節を施している。
栽培適地は年平均気温摂氏20度以上で年降水量1300 mm内外の熱帯の平地から海抜800 mくらいまでの排水の良い肥沃な砂質土壌である。世界生産量の約5割がアジア州で、残りの5割はアフリカ州、北アメリカ州、南アメリカ州の間でほぼ均等に分かれている。熱帯の植物であるため、日本では宮崎県での北限栽培記録があるが、以北は温室栽培を除き不可能とされている。

### 主要生産国
パイナップルが盛んに生産されるようになったのは缶詰の製造が行われるようになった19世紀末から20世紀初頭である。
2002年時点のFAOの統計によると世界生産量は1485万トン。1985年時点に比べて60%以上拡大している。主要生産国はタイ (13.3%)、フィリピン (11.0%)、ブラジル (9.9%)、中国 (8.6%)、インド (7.4%)、コスタリカ、ナイジェリア、ケニア、メキシコ、インドネシアである。1985年の世界総生産は923万トンで、主産地はタイ、フィリピン、ブラジル、インド、アメリカ、ベトナムなどである。1985年から2002年までのシェアの推移を辿ると、米国のシェアが6%から2%まで徐々に下がっていることが特徴である。現在米国は上位10カ国に含まれていない。
日本では沖縄本島北部の東村、西表島、石垣島が主産地で2002年時点では1万トンである。日本で流通しているパイナップルの99%はフィリピンからの輸入物である。

### 国別の生産量
2019年における国別の生産量は以下の通りである。
| 順位 | 国名           | 生産量（千トン） | 世界シェア率（%） |
| ---- | -------------- | ---------------- | ----------------- |
| 1    | コスタリカ     | 3,328            | 11.8              |
| 2    | フィリピン     | 2,747            | 9.8               |
| 3    | ブラジル       | 2,426            | 8.6               |
| 4    | インドネシア   | 2,196            | 7.8               |
| 5    | 中華人民共和国 | 1,726            | 6.1               |

## 利用

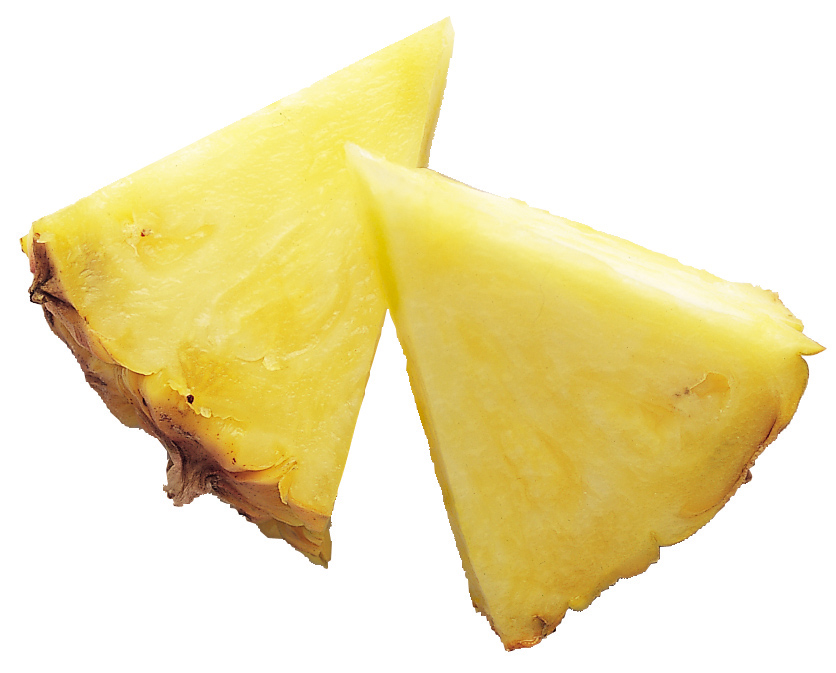
スライスしたパイナップル

パイナップルの果実は芳香があり、多汁でさわやかな酸味と甘みに富み、生果肉100グラム (g) 中全糖分として10%、クエン酸やリンゴ酸など酸類を0.8 - 1.2%、カルシウム13ミリグラム (mg) 、カリウム109 mgを含み、ビタミンCを48 mgのほかビタミンBも含んでいる。果汁中にはタンパク質分解酵素ブロメライン（CAS登録番号 9001-00-7）を含み、肉類の消化を助ける。ブロメラインはタンパク質の一種であるゼラチンを分解するため、生のパイナップルを入れたゼラチンのゼリーは作ることができない。一方、海藻から作られる寒天は、タンパク質ではなく食物繊維と多糖類でできているため、分解されずにゼリーを作ることが可能である。
未熟な果実には多量の酸の他、シュウ酸カルシウムの針状結晶などを含むため、食べ過ぎると口内は荒れ、さらに先述のブロメラインの酵素作用によって組織のタンパク質が分解され、出血することがある。

### 食用
熟した果肉の皮を剥いて生食に用いることが多い。パイナップルを切り分けて調理する際には、包丁やナイフが用いられるが、パインピーラーやパインスライサーといった専用の道具が用いられることもある（「パイナップルカッター」も参照）。近年では、小ぶりで果肉が柔らかく、芯まで食べられる品種も出ている。
果肉を用いる料理としては広東料理の酢豚やハワイアンピザなどが著名である。縦半分にカットして、果肉をくりぬき、炒飯を詰めた料理に加工されることがある。
熟した果実は香りもよく、甘みが強い果汁が豊富に含まれている。果汁に含まれるたんぱく質分解酵素「ブロメライン」の働きにより、肉類と一緒に摂ると、肉を胃で消化しやすくなる。また、生肉と一緒にしておくと多少肉を柔らかくする効果もある。ただしブロメラインは60℃以上で活性を失うため、肉と一緒に高温で加熱調理する場合は肉を柔らかくする効果は得られない。肉と共に漬け置く場合は多少の効果は得られるものの、青く未成熟のパイナップルやその果汁に限るなど条件が厳しい。そのためパイナップルは料理に関しては彩りや味のアクセントなどの域を出ない。パイナップルの缶詰は封入後に加熱殺菌処理されているため肉を柔らかくする効果は無い。
採取後は常温保存による追熟はないため、早く食べれば食べるほど新鮮なものを摂取していることになる。果実を丸のまま保存するときは、逆さにして立てかけておくと甘みが全体に行きわたるといわれている。カット品は冷蔵保存し、2 - 3日で食べきるようにする。冷凍保存もできる。
なお、生のパイナップルを食べた時の舌への刺激や果汁が皮膚についた時のかゆみの原因も、たんぱく質分解酵素のブロメラインによるものである。

### 食用以外の用途
香りを活かして、芳香剤や化粧水の他、葉が財布などの雑貨・装飾品に使用される。

### 加工食品
缶詰は花序の軸にあたる芯を抜き、皮を剥いで円筒状にしたものを適当な大きさに切り、砂糖シロップを加えて加熱殺菌して造られる。日本にパイン缶が普及し始めた当初は、リンゴの輪切りを用いた偽パイン缶も存在していた。
果肉の加工品では、油で揚げて水分を飛ばしたパイナップルチップやジャムが製造されている。
パインジュースは缶詰製造過程の廃棄部分である果実表皮、果芯部、切片や破損果などを原材料にする場合もあるが、缶詰に向かない低温期の果実は全体をこれにあてる。ジュースは無濃縮と濃縮とがあり、前者はパルプ含有率を3%以下、後者は2%以下とし、最高6分の1まで濃縮し、氷点下30℃で保管される。その他発酵させてパイン酢、アルコールの原料に、また味噌や納豆の製造に用いるクエン酸カルシウムなどの原料にも用いられている。中国広東省では果汁を利用したビール風のアルコール飲料も製造されている。
南米では、スペイン人が入植する以前から、パイナップルの皮や芯、搾りかすを発酵させた酒テパチェが作られていた。
加工時の廃棄物は乾燥させて飼料にする。

### 繊維

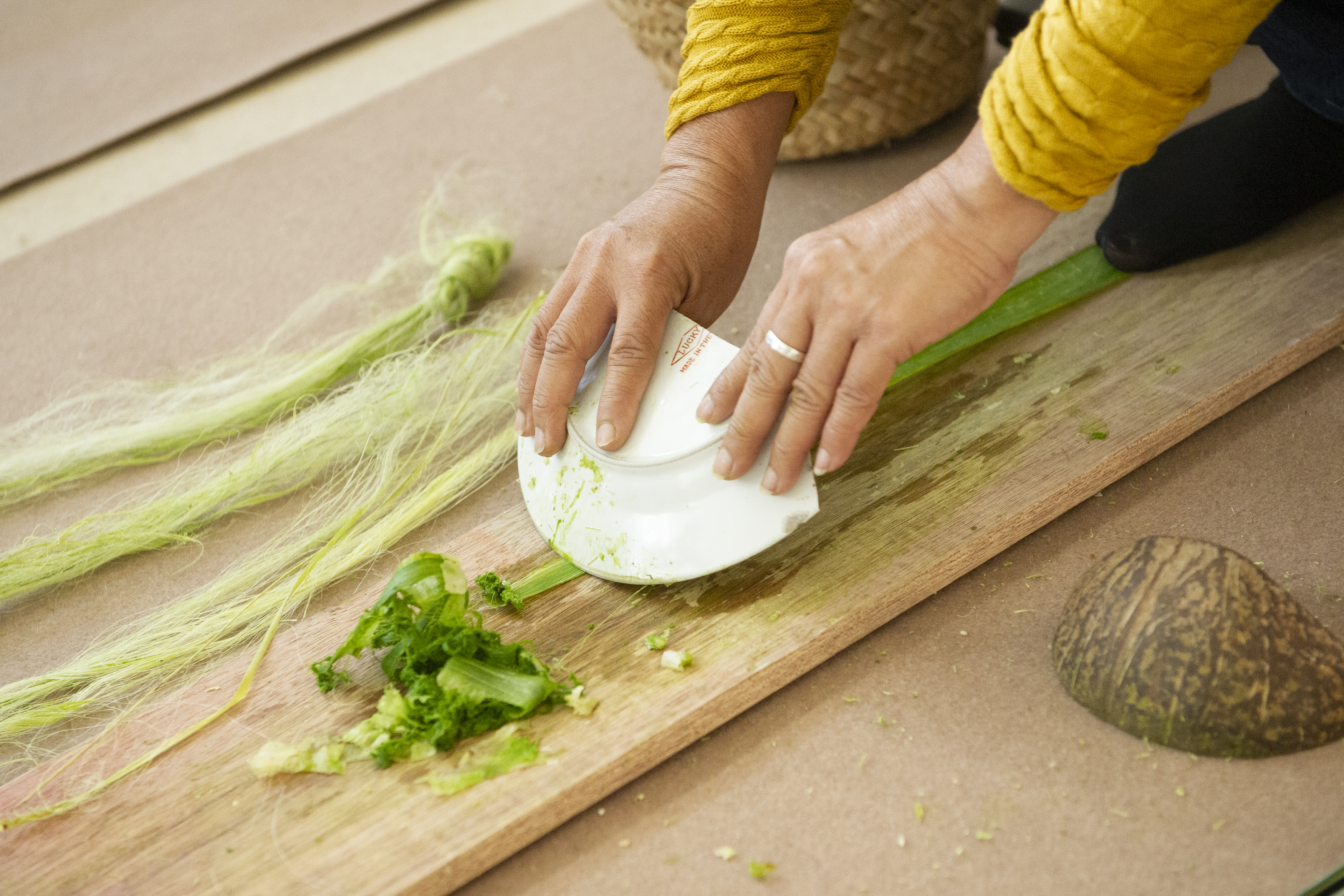
パイナップルの葉から繊維を採っているところ

また熱帯では果実のみならず、葉から繊維を採って利用されている。この繊維は白色強靭、絹糸状で長さ38 - 90センチメートル (cm) 、採取率は通常2 - 3%に過ぎないが、この繊維で織った布は手触りが麻に似て紗のように薄く、フィリピンや太平洋のマリアナ諸島ではピニャといって、これで礼服を仕立てる習慣がある。繊維を採る目的でパイナップルを栽培するときは、日光を制限して密植し、果実は若い間に取り去る。

## 備考

### 記念日
- 沖縄県パイン・果樹生産振興対策協議会[注釈 6]は8月1日を「パインの日」に定めている[4]。これは1990年のパイン輸入全面自由化にあたっての、沖縄産パインの振興策であった[25]。
- 果実生産会社であるドールは8月17日を「パイナップルの日」に定めている[4]。

### 耐用年数
平成20年度税制改正において、法人税等の「減価償却資産の耐用年数等に関する省令」が改正され、別表第四「生物の耐用年数表」によれば平成20年4月1日以後開始する事業年度にかかるパイナップルの法定耐用年数は3年となった。